# Euserica pauliani
Euserica pauliani är en skalbaggsart som beskrevs av Lopez Colon 1988. Euserica pauliani ingår i släktet Euserica och familjen Melolonthidae. Inga underarter finns listade i Catalogue of Life.